# Łozuwata (obwód kirowohradzki)
Łozuwata (ukr. Лозувата) – wieś na Ukrainie, w obwodzie kirowohradzkim, w rejonie hołowaniwskim (do 2020 r. w rejonie błahowiszczeńskim), w hromadzie Błahowiszczenśke. 
W 2001 liczyła 1298 mieszkańców, spośród których 1288 wskazało jako ojczysty język ukraiński, 7 rosyjski, 2 mołdawski, a 1 inny. Natomiast zgodnie ze stanem w dniu 01.01.2025 roku miejscowość liczyła 879 osób.